# SEF Mediolanum
Società per l'Educazione Fisica Mediolanum, zkráceně jen SEF Mediolanum byl italský fotbalový klub, sídlící ve městě Milán. Zúčastnil se jen jednoho italského mistrovství 1902.